# Антон Окрогар
Антон Окрогар — Нестл (Загорје об Сави, 3. фебруар 1923 — Чрна на Корошкем, 13. фебруар 1955), учесник Народноослободилачке борбе, мајор ЈНА, друштвено-политички радник НР Словеније и народни херој Југославије.

## Биографија
Родио се у месту Загорје об Сави, 3. фебруара 1923. године. Потиче из рударске породице. Након завршене основне школе, завршио је браварски занат. Као млад радник, припадао је напредном омладинском покрету. Одмах по избијању рата, постао је члан Савеза комунистичке омладине Југославије (СКОЈ). На почетку је радио у позадини и ангажовао се на прикупљању оружја и другог материјала за чету, која је формирана 1. августа 1941. године од рудара Трбовља и Загорја. Истовремено, учествовао је у диверзантским акцијама, од којих се истиче минирање електроинсталација рудника Загорје, које је извео са два друга средином 1941. Од 10. октобра 1941. године постао је члан оперативних јединица, а након успешних борби, 1942. године, постао је члан Комунистичке партије Словеније, а новембра исте године упућен је у Словенску Корушку. Ту су успели, упркос тешким околностима које су владале, да развију широку политичку и војну активност.
У марту 1943. године формиран је Корушки батаљон. Једна од првих акција у којима се истакао Окрогар био је напад Корушког батаљона на Межице 3. априла 1943. године. Батаљон је извео низ акција у Межичкој долини и околини Ајзенкапела, а затим и у Целовцу. Истакао се у нападу на једну кафану у којој је боравила група немачких официра и војника, када их је ликвидирао из свог аутомата. Посебно се истакао када је са 6 војника заробио два немачка генерала и присилио их да му предају камион пун оружја. Рањен је у борби на Похорјум али је успео да се извуче из непријатељског обруча. Рањаван је још шест пута до краја рата. Борио се у више јединица: Ревирска чета, 1. штајерски батаљон, 1. корушки батаљон, 11. бригада „Милош Зиданшек”, 2. бригада „Љубо Шерцер”.
Након рата, био је на неколико одговорних дужности у Југословенској народној армији (ЈНА), у којој је имао чин мајора. Због болести 1952. године прешао је у резерву и повукао се у свој родни крај, где је живео све до 1955. године, бавећи се друштвено-политичким радом. Умро је у месту Чрна на Корошкем, 13. фебруара 1955. године, а његовој сахрани присуствовало је више од десет хиљада људи.
Носилац је Партизанске споменице 1941. и више југословенских одликовања.
Указом председника ФНР Југославије Јосипа Броза Тита, 21. јула 1953. године, проглашен је за народног хероја Југославије.